# Almandoz
Almandoz és un dels 15 llogarets de la Comunitat Foral de Navarra que integren el municipi de vall de Baztan a la Merindad de Pamplona a 64 quilòmetres de Pamplona. Antigament fou important pels seus jaciments de marbre i escenari d'una important batalla durant la conquesta de Navarra el 1512.

## Demografia
| 2000 | 2001 | 2002 | 2003 | 2004 | 2005 | 2006 | 2007 | 2008 | 2009 | 2010 |
| ---- | ---- | ---- | ---- | ---- | ---- | ---- | ---- | ---- | ---- | ---- |
| 214  | 219  | 228  | 223  | 218  | 220  | 218  | 207  | 212  | 210  | 211  |